# Michał Bratkowski
Michał Witalis Hipolit Bratkowski (ur. 28 kwietnia 1843 we wsi Podzamcze (gmina Chęciny), zm. 1 listopada 1921 w Warszawie - weteran powstania styczniowego, zesłaniec syberyjski, podporucznik W.P.

## Życiorys
Rodzicami byli Napoleon Teodor Jan Bratkowski herbu Świnka, dziedzic wsi Siedlce oraz Aleksandra z domu Pniewska.

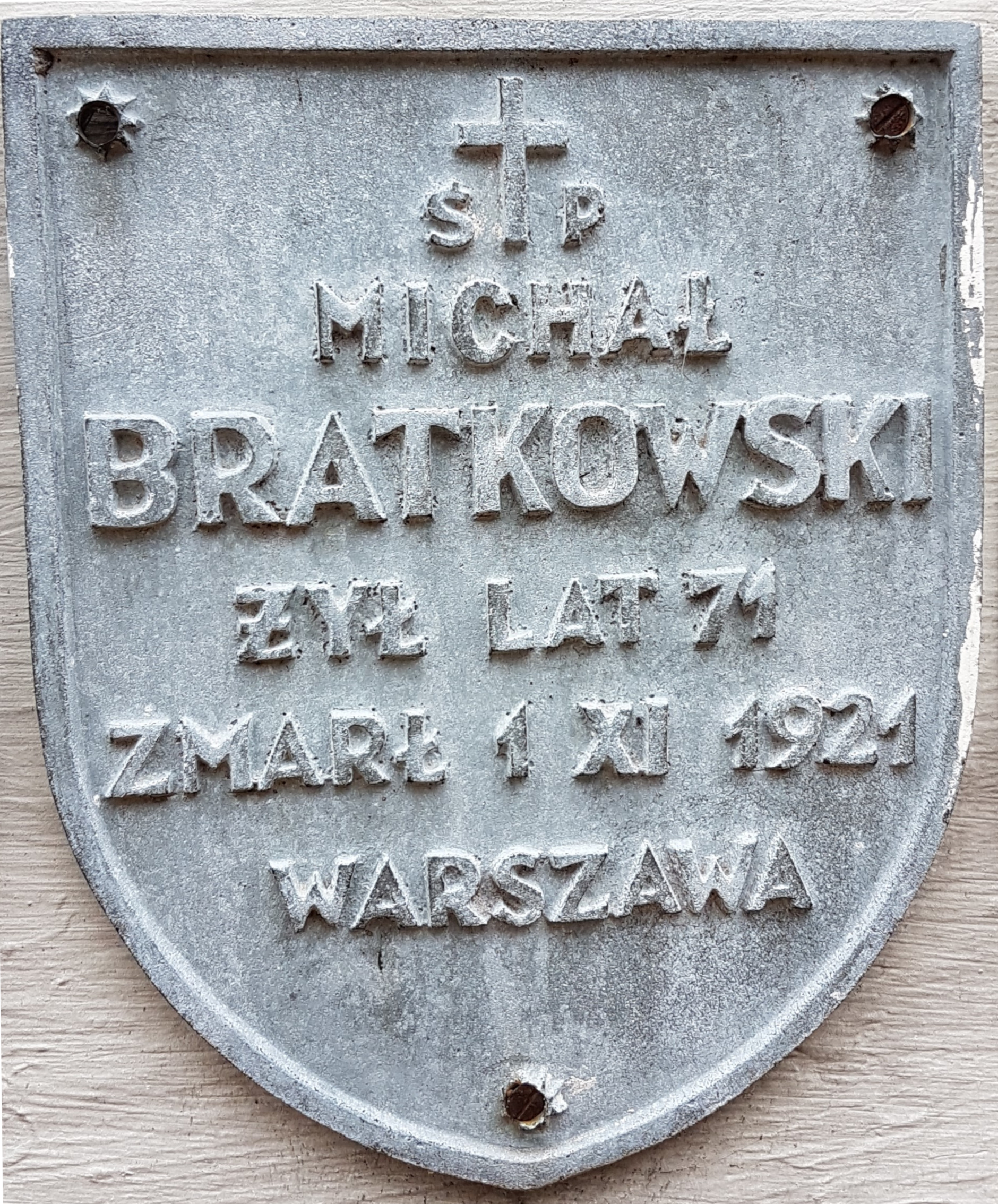
Michał Bratkowski - tabliczka na grobie w kwaterze powstańców styczniowych na Cmentarzu Wojskowym na Powązkach

Michał Bratkowski uczestniczył jako prosty żołnierz w powstaniu styczniowym. Wzięty do niewoli stanął przed sądem wojennym. Zgodnie z Regulaminem sądzenia uczestników powstania, zatwierdzonym 11 maja 1863 przez cara Aleksandra II, został skazany na wcielenie do cywilnych rot aresztanckich, następnie na osiedlenie w Syberii zachodniej. Karę odbywał w Omsku gubernii tobolskiej. Z zesłania został zwolniony w 1871.
W Polsce Niepodległej został  awansowany na podporucznika zgodnie z ustawą z 18 grudnia 1919 o przyznaniu stopni i praw oficerskich weteranom z roku 1831, 1848 i 1863.
5 sierpnia 1921 w Warszawie Naczelnik Państwa Marszałek Józef Piłsudski udekorował wybranych weteranów orderem wojennym Virtuti Militari, Krzyżem Walecznych i Orderem Odrodzenia Polski. Ppor. Michał Bratkowski został odznaczony Krzyżem Walecznych.

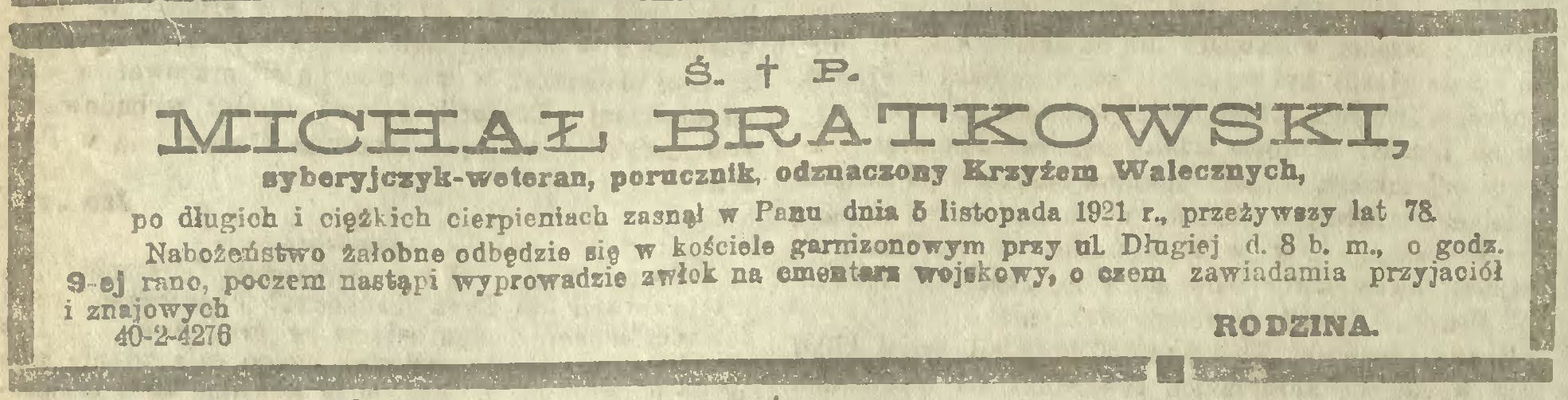
Nekrolog Michała Bratkowskiego (Kurjer Warszawski R. 101, 1921, nr 308)

Zmarł 5 listopada 1921. Pochowany  jest w kwaterze powstańców styczniowych na Cmentarzu Wojskowym na Powązkach (kwatera C-13).